# Linor Abargil
Linor Abargil (Hebreeuws: לינור אברג'יל) (Netanya, 17 februari 1980) is een Israëlisch model en toneelspeelster van Marokkaans-Joodse afkomst. Op 22 november 1998 werd zij Miss Israël en Miss World. Zij is 1,76 meter lang.

## Biografie
Zeven weken voor Abargil gekroond werd als Miss World in de Seychellen, werd de toen 18-jarige Abargil in Milaan, Italië verkracht door de Egyptische Israëliër Uri Shlomo die als reisagent werkte in deze stad. Zij maakte de zaak bekend zodat de dader in Israël aangehouden en berecht kon worden. Hij werd schuldig bevonden en kreeg van de Israëlische rechtbank 16 jaar gevangenisstraf. Ze riep andere vrouwen op haar voorbeeld te volgen zedenmisdrijven aanhangig te maken.
Na deze zaak ontwikkelt Abargil zich tot activiste tegen seksueel geweld. Zo is zij te zien in de documentaire Brave Miss World.

## Persoonlijk
In 2006 trouwde Abargil met de Litouwse basketballer Šarūnas Jasikevičius. Het stel scheidde twee jaar later. In 2010 trouwde Abargil met haar manager en bekeerde ze zich tot het jodendom. In 2012 beviel ze van een tweeling, in 2013 beviel ze van een dochter.
- Gemeinsame Normdatei: 1148992391
- International Standard Name Identifier: 0000 0004 9744 4408
- Library of Congress Control Number: no2016098378
- Nationale Bibliotheek van Israël: 987007402422805171
- Virtual International Authority File: 42147121652726391268
- WorldCat: E39PBJmDffP7JM667G6DkpWbh3